# Albany-Saratoga Speedway
De Albany-Saratoga Speedway is een racecircuit gelegen in Malta, Saratoga County, New York. Het is een ovaal circuit met onverhard wegdek van 0,25 mijl of 400 meter in lengte. Het circuit werd in 1970 en 1971 gebruikt voor een wedstrijd uit de NASCAR Grand National Series.

## Winnaars op het circuit
Winnaars op het circuit uit de Grand National Series.
| Jaar | Race                | Winnaar       | Auto     |
| ---- | ------------------- | ------------- | -------- |
| 1970 | Albany-Saratoga 250 | Richard Petty | Plymouth |
| 1971 | Albany-Saratoga 250 | Richard Petty | Plymouth |